# Partit Socialdemòcrata d'Albània
El Partit Socialdemòcrata d'Albània (albanès: Partia Socialdemokrate e Shqipërisë) és un partit polític socialdemòcrata d'Albània. És membre de la Internacional Socialista.

## Història
El partit fou creat el 1991. El partit es va presentar a les eleccions parlamentàries de 1992, guanyant set escons, no es va presentar a les eleccions de 1996, però va tornar a presentar-se a les eleccions de l'any següent en una aliança amb el Partit Socialista d'Albània aconseguint nou escons. A les eleccions de 2001 va obtenir el 3,6% dels vots i 4 escons al Parlament. A les eleccions de 2005 va augmentar la seva representació a 7 escons al Parlament.
El partit va estar liderat per Skënder Gjinushi, escriptor i ministre d'educació 1987-1991 que va arribar a ser portaveu de l'Assemblea d'Albània. En 17 de desembre de 2020, Tom Doshi fou escollit líder del partit, que a les eleccions de 2021 va aconseguir tres escons, que va repetir a les eleccions de 2025.

## Resultats electorals

### Eleccions legislatives
| Any  | Vots    | %     | Escons  | Govern            |
| ---- | ------- | ----- | ------- | ----------------- |
| 1992 | 73 820  | 4.04  | 7 / 140 | Oposició          |
| 1996 | 25 019  | 1.52  | 0 / 140 | Extraparlamentari |
| 1997 | 245 181 | 17.35 | 9 / 140 | Coalició          |
| 2001 | 48 911  | 3.65  | 4 / 140 | Coalició          |
| 2005 | 174 103 | 12.74 | 7 / 140 | Oposició          |
| 2009 | 26 700  | 1.76  | 0 / 140 | Extraparlamentari |
| 2013 | 10 220  | 0.59  | 0 / 140 | Extraparlamentari |
| 2017 | 14 993  | 0.95  | 1 / 140 | Suport extern     |
| 2021 | 35 477  | 2.25  | 3 / 140 | Suport extern     |
| 2025 | 49.890  | 3,10  | 3 / 140 | Oposició          |